# Municipio de Logan (condado de Pike)
El municipio de Logan (en inglés: Logan Township) es un municipio ubicado en el condado de Pike en el estado estadounidense de Indiana. En el año 2010 tenía una población de 474 habitantes y una densidad poblacional de 7,53 personas por km².

## Geografía
El municipio de Logan se encuentra ubicado en las coordenadas 38°24′52″N 87°21′51″O / 38.41444, -87.36417. Según la Oficina del Censo de los Estados Unidos, el municipio tiene una superficie total de 62.97 km², de la cual 62,01 km² corresponden a tierra firme y (1,53 %) 0,96 km² es agua.

## Demografía
Según el censo de 2010, había 474 personas residiendo en el municipio de Logan. La densidad de población era de 7,53 hab./km². De los 474 habitantes, el municipio de Logan estaba compuesto por el 97,26 % blancos, el 1,27 % eran afroamericanos, el 0,21 % eran amerindios, el 0,21 % eran isleños del Pacífico, el 0,63 % eran de otras razas y el 0,42 % eran de una mezcla de razas. Del total de la población el 1,05 % eran hispanos o latinos de cualquier raza.